# Erin Cuthbert
Pour les articles homonymes, voir Cuthbert.
Erin Cuthbert est une footballeuse internationale écossaise, née le 19 juillet 1998, à Irvine au Royaume-Uni. Elle évolue au poste de milieu de terrain. En 2019, elle joue à Chelsea dans la Women's Super League (le championnat d'Angleterre de football féminin). Elle participe à la Coupe du monde 2019 organisée en France.

## Carrière

### En club
En 2014, à 16 ans, elle est élue meilleure jeune joueuse de SWPL, alors qu'elle évolue chez les Rangers.
Erin Cuthbert commence sa carrière professionnelle avec Glasgow City en janvier 2015. Le 8 octobre, elle joue pour la première fois en Ligue des champions, contre son futur club Chelsea (défaite 1 à 0, puis 3 à 0 au match retour).
Le 8 décembre 2016, Erin Cuthbert quitte Glasgow City pour rejoindre le club de Chelsea. Le 19 mars 2017, elle fait ses débuts avec les Blues, lors d'une victoire 7-0 sur les Doncaster Rovers Belles au cinquième tour de la Coupe d'Angleterre. Le 30 avril 2017, elle réalise ses débuts dans le championnat d'Angleterre, et inscrit le quatrième but de son équipe, lors d'une victoire à domicile 6-0 contre Yeovil Town. Le 15 novembre 2017, elle joue son premier match de Ligue des champions avec Chelsea, lors d'une victoire 1 à 0 sur le FC Rosengård. Elle prolonge son contrat en juillet 2018 pour trois ans supplémentaires.
Avec Chelsea elle est éliminée par l'Olympique lyonnais en demi-finale de la Ligue des champions 2019, elle inscrit le seul but de son équipe lors de la défaite à Lyon 2 à 1 lors du match aller. Elle est élue meilleure joueuse du club pour la saison 2018-2019, ainsi que meilleure joueuse internationale écossaise de l'année 2018.
Le 31 juillet 2020, elle prolonge avec Chelsea jusqu'en 2023.

### En sélection
Erin Cuthbert connaît les sélections nationales dès son plus jeune âge, avec les équipes écossaises des moins de 15 ans, des moins de 17 ans et des moins de 19 ans.
Le 7 juin 2016, elle reçoit sa première sélection en équipe nationale écossaise, à l'occasion des éliminatoires du championnat d'Europe 2017, avec une victoire 1 à 0 contre la Biélorussie.
Elle participe au Championnat d'Europe 2017, elle y dispute trois rencontres, dont une comme titulaire. Lors du second match elle inscrit un but historique contre la sélection portugaise (défaite 2 à 1). C'est en effet le premier but de l'équipe nationale écossaise lors d'une phase finale d'un tournoi international.
Lors de la Coupe du Monde 2019, elle joue l'intégralité des trois matches de la phase de groupes et marque un but lors du dernier match contre l'Argentine.

## Palmarès[12]
- Glasgow City
  - Championne d'Écosse en 2015 et 2016
  - Vainqueur de la Coupe d'Écosse féminine en 2015
  - Vainqueur de la Coupe de la Ligue écossaise en 2015
- Chelsea
  - Championne d'Angleterre en 2017, 2018, 2021, 2022, 2023, 2024 et 2025
  - Vainqueur de la Coupe d'Angleterre en 2018, 2022, 2023 et 2025
  - Vainqueur de la Coupe de la Ligue en 2020
  - Vainqueur du FA Women's Community Shield en 2020
- Finaliste de la Coupe de la Ligue anglaise féminine en 2024

### Distinctions personnelles
- SWPL Young Player of the Year 2014[4]
- Chelsea Player of the Year 2018-2019[6]
- Scotland Player of the Year 2019[13]

## Statistiques

### En sélection
Mise à jour : 12 mars 2020 .
| Année | Matchs | Buts | Victoires | Nuls | Défaites |
| ----- | ------ | ---- | --------- | ---- | -------- |
| 2016  | 2      | 0    | 1         | 0    | 1        |
| 2017  | 12     | 3    | 6         | 3    | 3        |
| 2018  | 10     | 4    | 7         | 0    | 3        |
| 2019  | 10     | 5    | 3         | 2    | 5        |
| 2020  | 2      | 1    | 2         | 0    | 0        |
| Total | 36     | 13   | 19        | 5    | 12       |